# Empunhadura

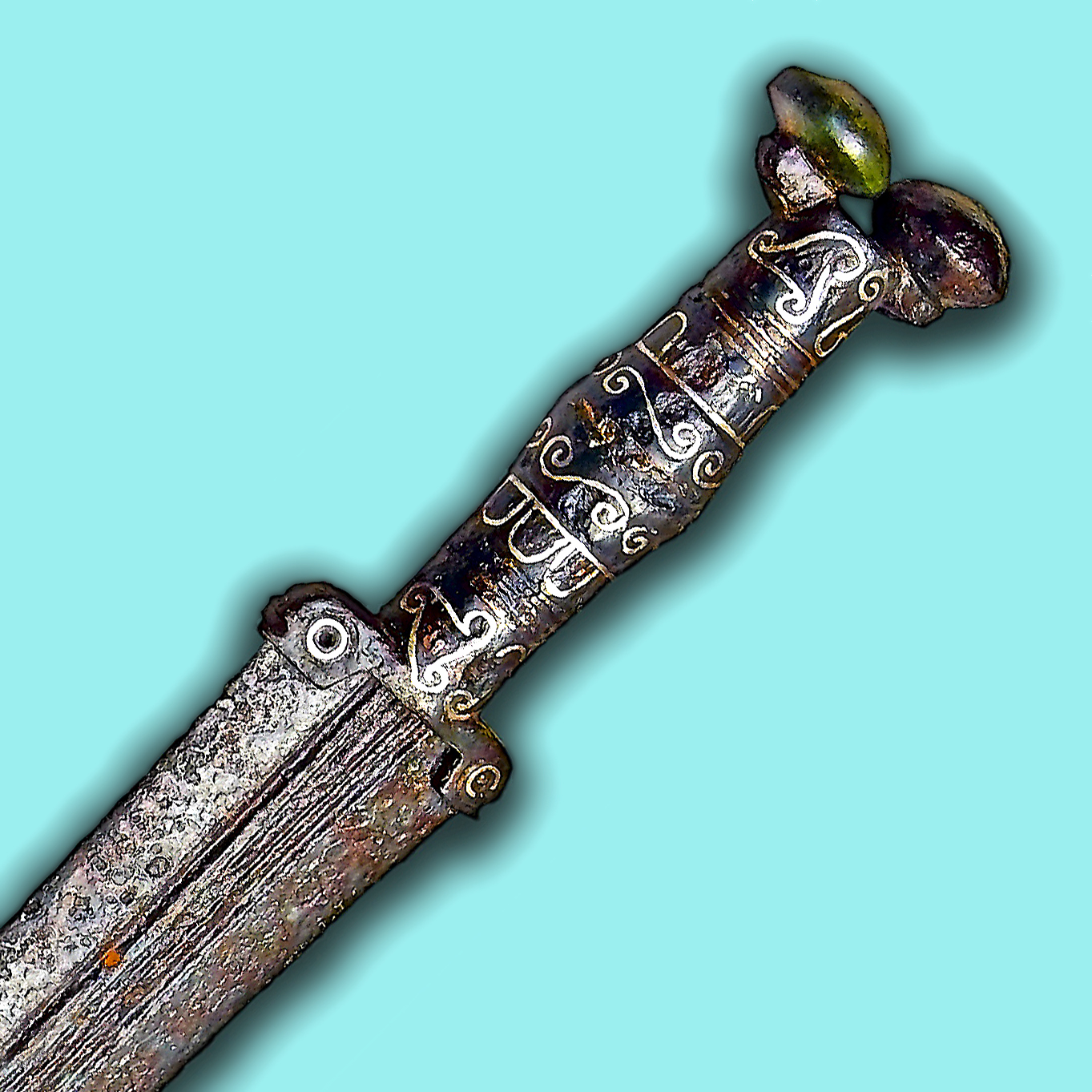
Empunhadura de uma espada

Empunhadura é a parte de uma ferramenta que garante uma perfeita coordenação motora entre o operador e os diversos efeitos mecânicos. Pode ser desde um  simples cabo de alavanca até um joystick.

## Esporte

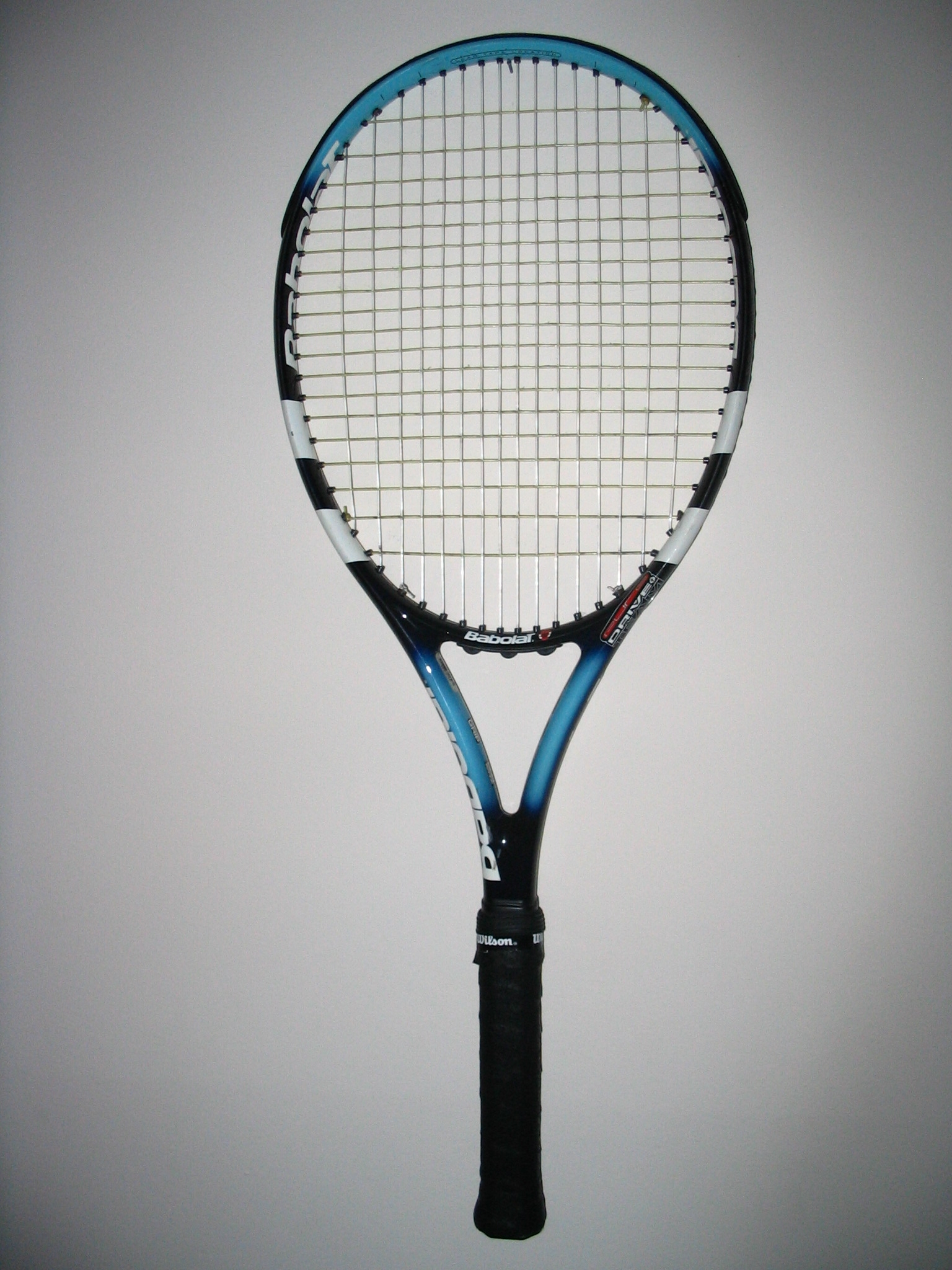
Raquete de tênis

Diversos esportes utilizam objetos que necessitam ser manejados com as mãos pelo jogador. Estes objetos necessitam ser adaptados para um melhor manejo destes, e a empunhadura é uma das partes que mais sofrem variações conforme o estilo e anatomia do jogador. Um exemplo claro é o tênis, esporte com muitos praticantes, motivando assim o desenvolvimento de diversos tipos de empunhadura da raquete. 